# Auchay-sur-Vendée
Auchay-sur-Vendée est une commune nouvelle française qui résulte de la fusion — au 1er janvier 2017 — des communes d’Auzay et de Chaix, situées dans le département de la Vendée, en région Pays de la Loire.

## Géographie
- 1Carte dynamique
- 2Carte OpenStreetMap
- 3Carte topographique
- 4Carte avec les communes environnantes

Le territoire municipal d’Auchay-sur-Vendée s’étend sur 2 121 hectares. Les niveaux d’altitude de la commune nouvelle fluctuent entre 1 et 52 mètres.
Le chef-lieu de la commune nouvelle, Auzay, se situe au sud-est du département de la Vendée.
| Petosse                 |                   | Longèves                             |
| Le Langon               | Auchay-sur-Vendée | Fontenay-le-Comte Doix lès Fontaines |
| Les Velluire-sur-Vendée |                   | Montreuil                            |

### Climat
Pour des articles plus généraux, voir Climat des Pays de la Loire et Climat de la Vendée.
En 2010, le climat de la commune est de type climat océanique franc, selon une étude du CNRS s'appuyant sur une série de données couvrant la période 1971-2000. En 2020, Météo-France publie une typologie des climats de la France métropolitaine dans laquelle la commune est exposée à un climat océanique et est dans une zone de transition entre les régions climatiques « Bretagne orientale et méridionale, Pays nantais, Vendée » et « Poitou-Charentes ».
Pour la période 1971-2000, la température annuelle moyenne est de 12 °C, avec une amplitude thermique annuelle de 14,4 °C. Le cumul annuel moyen de précipitations est de 760 mm, avec 13,3 jours de précipitations en janvier et 6,9 jours en juillet. Pour la période 1991-2020, la température moyenne annuelle observée sur la station météorologique de Météo-France la plus proche, sur la commune de Marans à 18 km à vol d'oiseau, est de 13,2 °C et le cumul annuel moyen de précipitations est de 739,6 mm,. Pour l'avenir, les paramètres climatiques de la commune estimés pour 2050 selon différents scénarios d'émission de gaz à effet de serre sont consultables sur un site dédié publié par Météo-France en novembre 2022.

## Urbanisme

### Typologie
Au 1er janvier 2024, Auchay-sur-Vendée est catégorisée commune rurale à habitat dispersé, selon la nouvelle grille communale de densité à sept niveaux définie par l'Insee en 2022.
Elle est située hors unité urbaine. Par ailleurs la commune fait partie de l'aire d'attraction de Fontenay-le-Comte, dont elle est une commune de la couronne,. Cette aire, qui regroupe 30 communes, est catégorisée dans les aires de moins de 50 000 habitants,.

## Histoire
La commune nouvelle d’Auchay-sur-Vendée naît de la fusion des communes d’Auzay et de Chaix. Un arrêté préfectoral du 4 août 2016 entérine la création de la commune nouvelle au 1er janvier 2017.

## Politique et administration

### Liste des maires
| Période                                  | Période     | Identité           | Étiquette | Qualité                                                       |
| ---------------------------------------- | ----------- | ------------------ | --------- | ------------------------------------------------------------- |
| 3 janvier 2017                           | 26 mai 2020 | Joël Giraud        |           | Retraité de la métallurgie Maire délégué de Chaix (2017-2020) |
| 26 mai 2020                              | En cours    | Dominique Gatineau |           | Exploitant agricole Maire délégué d’Auzay (depuis 2020)       |
| Les données manquantes sont à compléter. |             |                    |           |                                                               |

## Démographie
Les habitants de la commune sont appelés les Auchayrois.
| Nom           | Code Insee | Intercommunalité | Superficie (km2) | Population (dernière pop. légale) | Densité (hab./km2) |
| ------------- | ---------- | ---------------- | ---------------- | --------------------------------- | ------------------ |
| Auzay (siège) | 85009      |                  | 13,80            | 658 (2015)                        | 48                 |
| Chaix         | 85044      |                  | 7,41             | 464 (2015)                        | 63                 |

## Culture locale et patrimoine

### Lieux et monuments
- Église Notre-Dame-de-la-Nativité de Auzay ;
- Ancien prieuré de Auzay, partiellement inscrit monument historique par arrêté du 30 novembre 1994, l’église et la chapelle priorale sur le flanc nord du chœur, ainsi que la cave voûtée ;
- Un pont Eiffel est observable à Auzay, il se situe entre Chaix et Auzay, passant au-dessus la Vendée ;
- Église Saint-Étienne de Chaix ;
- Le domaine du Lugre à Chaix ;
- Le port de Chaix ;
- Les bords de la rivière de la Vendée à Chaix.

## Pour approfondir